# Raffaele Stancanelli
Raffaele Stancanelli, né le 30 juin 1950 à Regalbuto (Sicile), est un homme politique italien.
Membre de l'Alliance nationale puis des Frères d'Italie (FdI), il est assesseur régional sicilien entre 2001 et 2006, sénateur à deux reprises (2008-2013 et 2018-2019), maire de Catane de 2008 à 2013, et député européen depuis 2019.

## Biographie
Diplômé de droit et avocat, il est élu avec l'Alliance nationale à l'Assemblée régionale sicilienne lors des élections de 1996 dans le collège de Catane avec 6 316 voix de préférence. Le 1er juillet 1999, il succède à Saverio La Grua à la présidence de son groupe parlementaire jusqu'à la fin de la législature en juin 2001.
Réélu aux régionales de 2001, il intègre le 55e gouvernement régional, dirigé par Salvatore Cuffaro comme assesseur au Travail, à la Sécurité sociale, à la Formation sociale et à l’Émigration jusqu'au 30 août 2004, date à laquelle il prend le portefeuille de la Famille, des politiques sociales et des autonomies locales. Il est réélu à l'ARS en 2006.
En 2008, il est tour à tour élu sénateur puis maire de Catane.
Sous les couleurs du parti Frères d'Italie, il retrouve un siège au Sénat en 2018, puis est élu lors des élections européennes de 2019.